# Wydziedziczeni (film 1912)
Wydziedziczeni (jid. Di fersztojsene) – polski film fabularny z 1912 roku w języku jidysz, oparty na sztuce E. Waksmana.

## Obsada
- Misza Fiszzon